# 二階堂瞳子
二階堂 瞳子（にかいどう とうこ、1986年(昭和61年)10月16日 - )　は、日本の演出家、振付師、俳優。「革命アイドル暴走ちゃん」主宰。元バナナ学園純情乙女組」主宰。
北海道出身。北海高等学校、桜美林大学総合文化学群演劇専攻卒業。自身が学生時代に地下アイドルとして活動した経験からヲタク文化をアートに転化させる試みを始め、 アイドル、アニソン、ヲタ芸などの現代日本を代表するサブカルチャーを取り入れた独自のメソッドを築き上げる。
主に海外の演劇祭、ダンスフェスティバル、芸術祭の出演を主軸としているが、国内では、村上隆主宰『GEISAI＃20』で審査員を務めるほか、CM 「Google Android」、TBS「アメージパング!」に出演し続けV6にヲタ芸を教授するなど、その活動は多岐に渡る。また、二階堂自身は作品に出演しないにもかかわらず、演出家として場内を一望出来る脚立の上にそびえ立ち、過剰かつ爆裂なダメ出し行為はもはやパフォーマンスのように扱われ、その強烈なストイックさはある種見世物のように話題を集めている。
劇場外にとどまらずライブハウスやプロレスリング、商店街、アイドルイベントへの出演、ドキュメンタリー上映会、野外ライブ、中高生100人超を対象にした大規模なヲタ芸ワークショップや、全国高等学校演劇大会/演劇祭で審査員、東京都高校演劇連盟の合宿にて特別講師、また〈ENBUゼミ〉WS講師を務めるなど、日本/海外各メディア、北海道新聞、他、小劇場出演、振付舞台多

## 来歴
- 2005年、桜美林大学総合文化学群入学[1]。
- 2005年12月　劇団柿喰う客『とりあえず、ナマで！』＠Earthly Paradise cafe/桃源郷
- 2006年4月　SMAP『Dear WOMAN』MV出演
- 2006年5月　劇団柿喰う客『他人の不幸』＠王子小劇場
- 2006年7月　PROPAGANDA STAGE「Re-birth」@東京芸術劇場小ホール
- 2006年10月　劇団柿喰う客『川崎プラザホテル』　＠ラゾーナ川崎プラザソル
- 2006年12月  無料動画ポータルサイト「casTY（キャスティ）」のインターネット動画配信番組「ひかり荘」の《エッグアイドル》に出演開始、アイドル活動開始〜
- 2007年3月〜4月　劇団柿喰う客『女体カーニバル』　＠王子小劇場
- 2007年9月　国連クラシックライブ協会 生命のコンサート 音楽劇「赤毛のアン」　@東京国際フォーラム　ホールC
- 2008年、「バナナ学園純情乙女組」桜美林大学・町田キャンパス徳望館小劇場にて旗揚げ。
- 2008年1～２月　平成19年度文化庁［舞台芸術の魅力発見事業］坂本龍馬没後140周年記念 高知！事業公演 神田時来組『そして龍馬は殺された』@高知県立県民文化ホールグリーンホール　@夜須中央公民館マリンホール　　@須崎市立市民文化会館
- 2008年4月【「THE3名様」スピンオフ 人生のピンチを救うパフェおやじの7つの名言】
- 2009年3月　山田広野監督 映画『バサラ人間』
- 2009年10月《東京サンエス総合カタログ》自電車/自電車ウェアカタログモデル
- 2009年10月　千葉ウォーカー温泉特集モデル
- 2011年1月　渋さ知らズde怖いもの知らズ【池袋大作戦！！】@ あうるすぽっと
- 2011年2月　NEGA『サウス オブ へブン』　＠パルコ劇場
- 2011年6月、芸劇eyes『２０年安泰。』にバナナ学園純情乙女組が『バナ学eyes★芸劇大大大大大作戦』で参加。オムニバス形式ながらその作風から大きなインパクトを残し、より多くの人に知られる機会となった。
- 2011年10月、フェスティバル/トーキョーに『バナ学バトル★☆熱血スポ魂秋の大運動会!!!!!』で参加。
- 2012年12月、『バナナ学園大大大大大卒業式〜サヨナラ♡バナナ〜』をもってバナナ学園純情乙女組が解散。
- 2013年1月　生前葬『笑って！タナトスくん』出演　＠絵空箱（東京）、ぽんプラザホール（福岡）
- 2013年4月　犬と串『左の頬』出演　＠シアター風姿花伝
- 2013年4月、「革命アイドル暴走ちゃん」を結成。
- 2013年8月、ヨーロッパ旗揚げツアー『Miss BerserkerATTTTTACKS!! Elektro☆Shock☆Luv☆Luv☆Luv☆Shout!!!!!』をスイス、オランダ、ドイツの三カ国で成功させ、話題となる。
- 2013 年 ニューヨークの近代美術館 MoMA でフィーチャーされる。雑誌・美術手帖に特集が組まれる。全国高等学校演劇大会、演劇祭で審査員を務める。
- 2014年2月、革命アイドル暴走ちゃんの日本初公演となる『騒音と闇』をTPAM in Yokohamaのショーケース登録作品として上演。
- 2014年5月、村上隆が主催する現代美術の祭典『GEISAI』の審査員を務める。また、クロージングアクトとして『GEISAI#20暴走日の丸クロージングアクト「THE NOISE!!!!!」〜芸術の祭典現場からのおーよっしゃ行くぞー!!!!!〜』を上演。
- 2014年8月、革命アイドル暴走ちゃんドイツ２都市ツアーが開催決定。Internationales Sommerfestival Kampnagel（ハンブルク）、TANZ im August（ベルリン）に参加。
- 2014年9月、平田オリザが芸術監督を務めるこまばアゴラ劇場にて『騒音と闇 ドイツ凱旋ver.』を上演。
- 2014年 映画『あの娘、早くババアになればいいのに』振付。
- 2015年1月、お正月公演『うぇるかむ☆２０１５～革命の夜明け～』を上演。
- 2015年4月～5月、お正月公演をリメイクした『Dawn of the revolution』をドイツミュンヘンにある文化施設Muffatwerkとオーストリアクレムスで毎年行われるdonaufestivalで上演。donaufestivalにて韓国ソウルにある美術館OTTO RETTER INSTITUTEよりthe Otto Retter Theatre of Cruelty Award 2015が授与される。
- 2015年10月、あうるすぽっとタイアップ公演シリーズ革命アイドル暴走ちゃん アジアツアー2015「Rebirth オーストラリア凱旋ver.」をあうるすぽっと(東池袋）にて上演。
- 2015 年 TBS『アメージパング!』に出演開始。
- 2016年2月、電撃ネットワークのギュウゾウ主宰 ギュウ農フェス Rord to 栃木!!~爆音キックオフ ギュウ農怒りの鉄拳~ に参加。プロレスリングにて『2.11(ニーテンイチイチ)革命アイドル頂上決戦』を上演
- 2016年3月 犬と串『バカから醒めたバカ』出演　＠武蔵野芸能劇場
- 2016年6月7〜月、ヨーロッパ3カ国ツアー実施。ドイツ・ブラウンシュバイク シアターフォーメンフェスティバル、ポーランド・ポズナム マルタフェスティバル、イギリス・ロンドン リフトフェスティバル にて新作『Extreme Voices』を上演。イギリス・リフトフェスティバル ではロンドン交響楽団やBBC交響楽団の本拠地としても知られる、バービカン・センターでのロングラン公演を果たす。
- 2016 年 BS フジ『カンニング竹山の遊びじゃねえんだよ!!』に審査員として出演。高校生を対象にしたWS開始。MMJプロデュース舞台『若様組まいる』（銀河劇場）振付。
- 2017年2月、「イカれた女子が世界を救う」を横浜人形の家 あかいくつ劇場で上演。同年5月に『Crazy Girls Save the World』として中国・Macau Arts Festival、韓国 Culture Station Seoul 284、イスラエルIsrael Festival にて上演。
- 2017 年 舞台『鬼斬　ZEEO』振付。
- 2018年1月、ロッテルダム国際映画祭 thematic programme Maximum Overdrive に招聘され、『Totes Adorbs♥Hurricane』を上演。同年2月に横浜人形の家 あかいくつ劇場にて『萌え萌え❤︎ハリケーン』として上演。

- 2018年10月　しもきた空間リバティにて『暴走桜』上演。
- 2019年2月　第22回岡本太郎現代芸術賞にノミネート川崎岡本太郎美術館にて『暴走の肉塊』を展示
- 2019年7月　株式会社松竹と常設劇場展開を目指し花まる学習会王子小劇場にて『暴走ちゃんの暴走』を上演
- 2019年10月　オーストラリアOzAsia Festival 2019 にて『Berserker × Berserker』を上演
- 2023 2月　神戸のご当地アイドル《KOBerrieS♪》キャプテン、森島みなみソロデビュージングル『ALL RIGHT』振付
- 2023年３月　森山未來がメインキュレーターを務めるパブリックアートによる観光誘客事業「KOBE Re:Public Art Project」（神戸市×エイベックス・エンタテインメント株式会社）"神戸の至る所でヲタ芸打ってみた！"
- 2023年4月　NOMELON NOLEMON 『ダダ』PV振付

## 作風
バナナ学園純情乙女組活動開始当時は"学園もの"の創作が中心だったが、2009年より地下アイドルライブを模倣したスタイルの"おはぎライブ"を始め、2010年を境に構成がおはぎライブのみとなる。以後、狂騒的な時間と空間を創る事に意識が傾倒していき、現在のスタイルを確立する。 30～50人と大勢の役者を起用し同時多発的にアクトが展開していくのが特徴であるが、すべて独自のメソッドによる規律とルールによって統制されている。 ニューヨーク近代美術館（MoMA）のサイトでも取り上げられるなど、海外の芸術界からも注目を集めている。

## 上演作品
革命アイドル暴走ちゃん
- 2013年4月、劇団「革命アイドル暴走ちゃん」を結成。

- 2013年 8月大阪TACT Festival オープニングアクトにて小学生〜大人の参加者達と『アイドル、アニソンで踊ってみた!!!!!』を上演 @大阪市立阿倍野区民センター

- 2013年8月、ヨーロッパ旗揚げツアー『Miss BerserkerATTTTTACKS!! Elektro☆Shock☆Luv☆Luv☆Luv☆Shout!!!!!』@スイス・チューリッヒ（シアタースペクタクル）、オランダ・グローニンゲン（ノーダーゾン・フェスティバル）、ドイツ・ハンブルグ（インターナショナル・サマーフェスティバル）から招聘。

- 2014年2月、革命アイドル暴走ちゃんの日本初公演となる『騒音と闇』を《TPAM in Yokohama》のショーケース登録作品として上演。

- 2014年5月、現代アーティストを代表する村上隆が主催する現代美術の祭典『GEISAI』の審査員を務め、また、クロージングアクトとして『GEISAI#20暴走日の丸クロージングアクト「THE NOISE!!!!!」～芸術の祭典現場からのおーよっしゃ行くぞー!!!!!～』を上演。@東京流通センター

- 2014年8月《Noise and Darkness》ドイツ招聘２都市ツアー @Internationales Sommerfestival Kampnagel（ハンブルク）、TANZ im August（ベルリン）に参加。ドイツ語圏のダンスマガジン、月刊誌〈TANZ〉の8月9月合併号の表紙を飾る。

- 2014年9月、平田オリザが芸術監督を務めるこまばアゴラ劇場にて『騒音と闇 ドイツ凱旋ver.』を上演＠こまばアゴラ劇場

- 2015年1月、新春特別公演『うぇるかむ☆２０１５～革命の夜明け～』上演。@絵空箱

- 2015年2月 TPAM参加企画「横浜ゲリラ・ジャパン」＠KAATロビー、横浜美術館前 (横浜)

- 2015年５月『Dawn of the revolution』をドイツミュンヘンにある文化施設Muffatwerkとオーストリア・クレムスで毎年行われるdonaufestivalで上演。また、donaufestivalにて韓国ソウルにある美術館OTTO RETTER INSTITUTEより《the Otto Retter Theatre of Cruelty Award 2015》が授与される。

- 2015年9月 アジアツアー2015 オーストラリア・アデレード OzAsia Festival メイン招聘公演「Rebirth」上演（暴走ちゃんの写真がラッピングされたトラムがアデレード中を走り、現地の新聞《シドニーモーニングヘラルド》に「日本の若者文化と怒りで、観客を爆発させる」など評判を呼んだ。

- 2015年10月 二階堂瞳子生誕記念祭!!トークショー＠NAKED LOFT

- 2015年10月 あうるすぽっとタイアップ公演2015「Rebirth オーストラリア凱旋ver.」＠あうるすぽっと

- 2016年1月 革命アイドル暴走ちゃんアジアツアー【Rebirth】二階堂瞳子密着ドキュメンタリー上映会 ＠NAKED LOFT

- 2016年2月電撃ネットワークのギュウゾウ主宰 ギュウ農フェス Rord to 栃木!!~爆音キックオフ ギュウ農怒りの鉄拳~にて『2.11(ニーテンイチイチ)革命アイドル頂上決戦』を上演＠プロレスリング新木場1stRING )

- 2016年3月暴走ちゃん虹色プロジェクト case.1 シブゲキ実験週間参加作品 『3・20(サンテンニーゼロ)シブゲキ暴走ミッドナイト★』＠シブゲキロビー(渋谷)

- 2016年6月〜7月ヨーロッパツアー2016招聘ロングラン公演『Extreme Voices』＠ドイツ・ブラウンシュバイク シアターフォーメンフェスティバル　ドイツ・ハノーバー Am Theater　＠ポーランド・ポズナム マルタフェスティバル　ポーランド・ポズナン Scena Robocza　＠イギリス・ロンドン リフトフェスティバル　イギリス・ロンドン barbican Theater The pit

（イギリス・リフトフェスティバル ではロンドン交響楽団やBBC交響楽団、ロイヤル・シェイクスピア・カンパニーの本拠地としても知られる、ヨーロッパ最大の文化施設バービカン・センターでのロングラン公演を果たす。なお、〈《The Children′s Choice Award》（障がいを持つ子供審査員達からのアワードを貰うイベント）〉では子どもたちのネーミングセンス溢れる賞を暴走ちゃんがぶっち切りで多数受賞し、優勝を飾る。また、ポーランドでは現地の人々を対象に英語、ポーランド語、日本語にて大規模ヲタ芸ワークショップを開催中。）
- 10月地下アイドル『生うどん美少女説証明会』＠LOFT9 shibuya

- 10月 アートラインかしわ2016 　アートラインかしわ主催/柏駅前商店街ストリートパフォーマンスにてパレード式ライブ『駅前革命』

- 2017年2月「イカれた女子が世界を救う」＠横浜人形の家 あかいくつ劇場

（当公演のフライヤー文言（ヨーロッパの新聞やWEB媒体、シアターガイド等より抜粋）
《★ヨーロッパ最大の文化施設・バービカンシアターを始め、世界が圧倒された日本発！超体験型パフォーマンス！！
★観客との関係の作り方において他に類を見ない（ドイツ）
★様々な芸術ジャンルを受容するパフォーマンス（ドイツ）
★これはハイテクなワンダーランドだ（ドイツ）
★パフォーマンスが放つスピード感、舞台上にある独自の世界観（ポーランド）
★アーティスト観客が平等になるような、同じ空間に集うことで生まれる大きな喜びがあった（イギリス）
★徹底的に振付された混乱と狂騒にある必死さ（イギリス）
★誰にとっても本当に初めての体験でした（イギリス）
★遊び心と社会風刺に満ちた作品で見事期待に応えてくれた（イギリス）
★狂気じみた笑顔の裏に21世紀を生きることの混乱と孤独が隠されている（イギリス）》
- 2017年5月　中国・韓国・イスラエル三ヶ国招聘逆凱旋ツアー『Crazy Girls Save the World』＠ 中国 Macau Arts Festival     韓国 Culture Station Seoul 284　 イスラエルIsrael Festival

- 2017年8〜9月　展示・ゲリラパフォーマンス　黄金町バザール2017-Double Facade 他社と出会うための複数の方法「暴走ちゃん展示してみた。」＠高架下スタジオSite-Aギャラリー

- 2017年9月東京芸術大学 藝祭2017「天下の藝大暴走カチコミよっしゃ行くぞー！」＠東京芸術大学メインステージ

- 2017年10月　革命アイドル暴走ちゃん「ゲリラパフォーマンス」＠黄金町かいだん広場

- 2018年2月日欧ツアー2018・春！ロッテルダム国際映画祭招聘公演 thematic programme Maximum Overdrive/『Totes Adorbs♥Hurricane』＠ロッテルダム　Maximum Overdrive　凱旋公演TPAM 2018 in YOKOHAMA TPAMフリンジ参加作品『萌え萌え❤ハリケーン』＠横浜 横浜人形の家　あかいくつ劇場

- 2018年10月国内公演2018・秋！『暴走桜』＠しもきた空間リバティ

- 2019年2〜4月　第22回岡本太郎現代芸術賞入選作品『暴走の肉塊』＠川崎岡本太郎美術館（暴走ちゃん展示スペースにてライブパフォーマンスも実施）

- 2019年7月日豪公演 松竹株式会社と暴走ちゃん常設劇場展開を目指し花まる学習会王子小劇場にて『暴走ちゃんの暴走』を上演＠花まる学習会王子小劇場

（フライヤー文言には、《暴走ちゃんは、生きることへの讃歌だ！》byチームラボ代表/猪子寿之
《超感動！全力ジェットコースター系ヲタ芸！byアンゴラ村長/にゃんこスター》）
- 2019年10月日豪公演オーストラリアOzAsia Festival 招聘公演『Berserker × Berserker』＠Nexus Arts

- 2020年8月　東京都文化活動支援事業「アートにエールを！東京プロジェクト」掲載活動動画　革命アイドル暴走ちゃん『安心・安全な三密騒ぎ！！！！！』

- 2023年３月　森山未來がメインキュレーターを務めるパブリックアートによる観光誘客事業「KOBE Re:Public Art Project」（神戸市×エイベックス・エンタテインメント株式会社）"神戸の至る所でヲタ芸打ってみた！"＠ 旧グッゲンハイム邸、五色塚古墳、メリケンパーク内BE KOBEモニュメント、灘中央市場、北僧尾農村歌舞伎、三宮センタープラザ、バラックリン DANCE BOX KORPA特設会場

◆11カ国16都市での公演を成功◆
バナナ学園純情乙女組
- 2008年〜2010年 - 多数公演、イベント参加等。
- 2011年 5月 - 『バナナ学園★王子大大大大大作戦!!!!!』
- 2011年 6月 - 東京芸術劇場プロデュース20年安泰。『バナ学eyes★芸劇大大大大大作戦!!!!!』
- 2011年10月 - KYOTO EXPERIMENT11『バナ学バトル★☆熱血スポ魂秋の大運動会!!!!!〜京都大会〜』
- 2011年11月 - フェスティバル/トーキョー11『バナ学バトル★☆熱血スポ魂秋の大運動会!!!!!〜東京大会〜』
- 2011年12月 - producelab89『六本木姦姦娘☆★☆純情乙女の陵辱Xデー!!!!!』
- 2012年 3月 - ニューヨーク上映会『We are BANANA!! from NEO★TOKYO made in Dangerous JAPAN!!!!!』
- 2012年 5月 - 『翔べ翔べ翔べ!!バナ学シェイクスピア輪姦学校（仮仮仮）』
- 2012年12月 - 『バナナ学園大大大大大卒業式〜サヨナラ♡バナナ〜』

## 振り付け・外部演出作品
- 2010年5月　ロロ『旅、旅旅』振付＠王子小劇場

- 2011年12月　小劇場アイドル《38mmなぐりーず》オリジナル曲『観劇おじさん』振付。

- 2013年1月　生前葬『笑って！タナトスくん』振付＠絵空箱（東京）、ぽんプラザホール（福岡）

- 2013年4月　犬と串『左の頬』振付＠シアター風姿花伝

- 2014年6月　犬と串『エロビアンナイト』振付＠王子小劇場

- 2016年3月 犬と串『バカから醒めたバカ』振付＠武蔵野芸能劇場

- 2016年4月 頃安祐良監督 映画『あの娘、早くババアになればいいのに』劇中オリジナルソング振付。

- 2016年8月MMJプロデュース舞台『若様組まいる』振付。@天王洲 銀河劇場

- 2017年3月 アイドルユニット《じゅじゅ》『idoll』 振付更新。

- 2017 年11月『鬼斬　ZEEO』振付@新宿・アターサンモール新宿

- 2023 2月 神戸のご当地アイドル《KOBerrieS♪》キャプテン、森島みなみソロデビュージングル『ALL RIGHT』振付。

- 2023年4月 NOMELON NOLEMON 『ダダ』MV振付。

- 2023年6月　東北オムニバス公演《せのびしていこうぜ！ずんだ姫子VSなまはげツアー～あおい姫を救え！？〜》の中の菊池佳南（青年団／うさぎストライプ）一人芝居『ずんだクエスト』演出、振付＠秋田/ココラボラトリー、石巻/シアターキネマティカ

## メディア出演歴
- 2013 年2月 ニューヨークの近代美術館《MoMA》でフィーチャーされ、二階堂瞳子の活動をWEB特集として掲載。雑誌『美術手帖』に特集が組まれる。

- 2013年7月〜 全国高等学校演劇大会、演劇祭で審査員を務める。

- 2014年5月 現代アーティストを代表する村上隆が主催する現代美術の祭典『GEISAI』の審査員を務める。（他審査員、チームラボ代表の猪子寿之氏、『美術手帖』編集長の岩渕貞哉氏）

- 2014年9月 　ドイツの国営放送に出演

- 2015年6月　「Google Android」TV CM New Android 登場篇出演。

- 2015年6月〜 TBS系列 V6が司会を務める「アメージパング！」にレギュラーゲストとして出演を開始。

- 2015年6月　「Google Android」TV CM New Android 登場篇出演。

- 2015年8月    吉田尚記 dスタジオ supported by docomo に出演。

- 2015年8月    ドイツのドキュメンタリーに出演。

- 2016 年3月 BS フジ『カンニング竹山の遊びじゃねえんだよ!!』に審査員として出演。

- 2016年5月 ENBUゼミナール「水曜日の小劇場WS」にて特別講師を務める。

- 2016年5月　東京全都から集まった中高生100人超を対象とした大規模なヲタ芸WSを開催。

- 2016年6月 イギリス・ロンドン リフトフェスティバル公演にてBBC（英国放送協会）で二階堂瞳子の演出家半生がラジオドラマ仕立てで放送。

- 2016年10月 AbemaTV『AbemaPrime』に出演。

- 2017年8月　東京都高校演劇連盟の合宿にて特別講師を務める。

- 2019年10月 オーストラリアのOzasiaFestivalにて「7NEWS Adelaide」の天気予報生放送出演。

- 2023年10月 イギリスの演劇本『Staging Decadence』（by Adam Alstons）にて14ページもの特集を組まれる。

## メディア掲載歴
- 2015.4.27       国際交流基金アーティストインタビュー  “狂騒的パフォーマンスに込めた 二階堂瞳子のサブカル魂”

- 2015.5.12     はまれぽ.com “奇抜すぎる謎の集団！ゲリラで登場する「革命アイドル暴走ちゃん」って何者？”

- 2016.10.16    しらべぇ掲載　”人智を超えた「革命アイドル暴走ちゃん」ステージの超カオス”

- 2019.3.12    スパイス掲載　松竹が型破りのパフォーマンス劇団「革命アイドル暴走ちゃん」とコラボ、制作に全面協力

他メディア、雑誌、新聞等多数
- 2019.7.11    おたぽる掲載　革命アイドル暴走ちゃん『暴走ちゃんの暴走』編――王子で観られるゼロ年代インターネット

- 2019.8.21    オリコンニュース【特別対談】二階堂瞳子×チームラボ代表・猪子寿之、革命アイドル暴走ちゃんや日本のエンターテインメントについて語る

他、雑誌（ぴあ、演劇ぶっく、ユリイカ、現代詩手帳、LOOKatSTAR、美術手帖等）、新聞媒体（北海道新聞インタビュー記事、海外現地の新聞など）、国内/海外WEB、メディア露出多数。

## 趣味
麻雀、観劇、読書、サウナ、ロウリュウ、温泉•銭湯巡り、プロレス•相撲観戦、落語、講談、一人カラオケ、英語の勉強、ヲタ芸の研究

## 特技
ヲタ芸、ヲタ芸指導、剣道（二段）、ダンス（KPOP、ジャズ、タップ、コンテ）